# Frank Alva Buecheler
Frank Alva Buecheler (* 8. August 1957 in Hamburg) ist ein deutscher Kulturunternehmer, Theaterregisseur, Autor, Hochschullehrer und Migrationsexperte.

## Leben
Buecheler hat zuerst ein Architekturstudium an der TU Braunschweig begonnen und dann an der Universität Hamburg sowie der Freien Universität Berlin Deutsche Literatur, Theaterwissenschaft und Soziologie studiert. Er war Regieassistent an großen Schauspiel- und Opernhäusern in Salzburg, Lübeck, Hamburg und Berlin.
Als Regisseur debütierte 1984 mit seiner Inszenierung von Wer hat Angst vor Virginia Woolf? in Freiburg im Breisgau. Für eine kurze Zeit war Buecheler Oberspielleiter am Stadttheater Hildesheim. Überwiegend war er freischaffend im In- und Ausland tätig.
Seit Anfang der 1990er Jahre tritt Buecheler auch immer wieder als international agierender Theaterproduzent in Erscheinung. So gründete er 1993 in Hamburg das Theater im Hafen und war anschließend von 1994 bis 2000 als dessen Leiter tätig (Buddy – Die Buddy Holly Story). Außerdem baute Buecheler das Musicaltheater Bremen auf und produzierte dort 1999 die europäische Erstaufführung des Musicals Jekyll & Hyde; die Produktion wurde mit allen Preisen der Branche ausgezeichnet und war über Jahre auch im Theater an der Wien und in Köln zu sehen.
Von 1997 bis 2003 war Buecheler Associate Producer des GTA German Theater Abroad in NYC und zählte zu dessen Board of Directors.
Zusammen mit Anne Maar und Michael Ballhaus produzierte Buecheler 2005 den Film Sonntagsluft, der seine Inszenierung von Henrik Ibsens Gespenster am Fränkischen Theater Schloss Maßbach zum Gegenstand hat. Mit Ibsens En Folkefiende / Ein Volksfeind setzte Buecheler 2006 das gesamte Gebäude der Nordischen Botschaften in Berlin spektakulär in Szene.
Für die Bad Hersfelder Festspiele brachte Buecheler 2008 Jekyll & Hyde zusammen mit Texten von Friedrich Nietzsche auf die Bühne. 2009 legte er sich bei seiner Uraufführungsinszenierung von Edgar Allan Poe am Opernhaus Halle mit dem Komponisten Eric Woolfson (The Alan Parsons Project) an, um dem Plot des Musicals mehr Plausibilität und Dramatik zu verleihen. Auch wenn Buecheler dem Musical Sweet Charity in ein Gedicht von Heinrich Heine implantierte (2011), bezeichnete er sich als leidenschaftlicher Gegner des German Regietheaters, indem er auf respektvolle Zusammenarbeit mit Darstellern und Team setzt. Nino Haratischwili zeigte sich erstaunt über die Qualität ihres Stückes Liv Stein, die Buecheler in seiner bisher letzten Inszenierung 2016 in Berlin  mit Eva Mattes in der Titelrolle herausarbeitete.
2014 begann Buecheler sich ehrenamtlich für Flüchtlinge zu engagieren, 2015 gründete er zusammen mit Gitte Hænning, Jan Tenhaven und anderen Künstlern die FREEARTUS artists + refugees united for freedom gGmbH, der er zusammen mit Bachar Hassoun seither die Geschäfte führt. Zahlreiche humanitäre und kulturelle Projekte führten Buecheler insbesondere in den Libanon und nach Syrien, aber auch in viele andere arabische Staaten. 2017 eröffnete FREEARTUS in Berlin-Mitte das Kulturforum LAWRENCE, das mit Galerie sowie großem orientalischem Restaurant schnell zum Hotspot internationalen Austauschs avancierte und mit dem #Farbenbekennen Award Jurypreis 2019 und dem Deutschen Engagementpreis 2020 (Kategorie Grenzen überwinden) ausgezeichnet wurde.
Im Jahr 2023 folgte mit der Gründung der ONE SKY academy für Frieden, Freiheit und Zukunft in Piazza Armerina, im Zentrum Siziliens, ein weiterer zentraler Baustein seines Engagements. Die Akademie versteht sich als interdisziplinäres Zentrum für Kunst, Bildung und zivilgesellschaftlichen Austausch zwischen Europa, Afrika und westlichem Asien. Sie veranstaltet Residenzen, Ausstellungen und Diskussionsformate in Sizilien, Malta und Berlin. Nach dem Erwerb einer Immobilie in Piazza Armerina ist die Eröffnung des neuen Hauptsitzes der ONE SKY academy für Anfang 2027 geplant, ergänzt durch ein Gästehaus- und Hotelprojekt ab 2028.
Buecheler unterrichtet an verschiedenen Akademien und Hochschulen – Hamburg, Berlin, Leipzig, München, Düsseldorf, Beirut – von 1991 bis 1992 auch am Bauhaus in Dessau.
Stücke: Die Helden von Bern (zusammen mit Klaus Stawecki und Raymond Tarabay, UA 2004 am Pfalztheater Kaiserslautern), Arbeit macht frei – der Kommandant spricht 2007, Im Mai / In May Pop Chamber Opera zusammen mit Neil Hannon (The Divine Comedy) 2011, Die hinterhältigen Hunde der Zeit Szenischer Liederzyklus zusammen mit Volker M. Plangg (Musik) 2011.